# Прыжки в воду

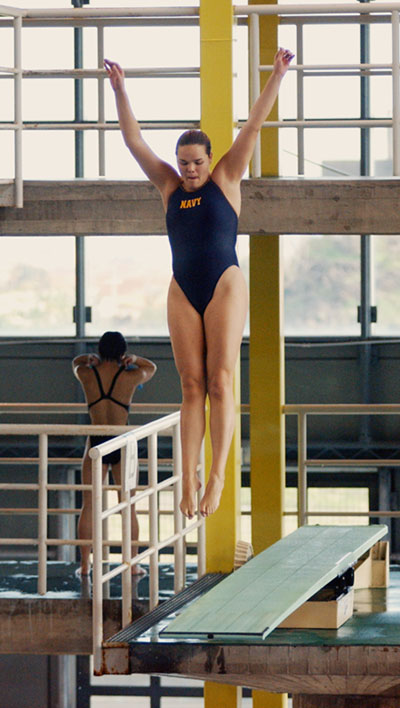
Спортсменка, выполняющая прыжок с трамплина

Прыжки́ в во́ду — один из водных видов спорта, прыжок в воду, выполняемый с различных снарядов: вышки (5—10 метров), либо трамплина (1—3 метра). Во время прыжка спортсмены выполняют ряд акробатических действий (обороты, винты, вращения). Вход в воду всегда происходит с вытянутыми руками, направленными к воде.
На соревнованиях судьями оценивается как качество выполнения акробатических элементов в полётной фазе, так и чистота входа в воду; на соревнованиях по синхронным прыжкам оценивается также синхронность исполнения элементов двумя участниками.

## Снаряды
Трамплин — специальная пружинящая доска длиной 4,8 м и шириной 0,5 м, один конец которой закреплён на бортике бассейна. При прыжке с трамплина спортсмен сначала раскачивается на нём и затем мощно отталкивается, получая дополнительное ускорение от трамплина. По всей длине имеет противоскользящее покрытие. Устанавливается на высоте 1 или 3 м над уровнем воды.
Вышка — сооружение с несколькими платформами на различных высотах: 1, 3, 5, 7,5 и 10 м. Ширина каждой платформы — 2 м, длина — 6 м. Край платформы (как и передний край трамплина) выступает за край бассейна не менее, чем на 1,5 м.

## Виды прыжков
Существует несколько групп, по которым классифицируются все спортивные прыжки:
Стойки
- Стоя передняя (лицом к воде);
- Стоя задняя (спиной к воде);
- Стойка на руках ( кистях);
- Из положения сидя - для тренировочных и учебных прыжков;

Наличие разбега
- Прыжок с места;
- Прыжок с разбега.

Положение тела
- Прогнувшись — прямые ноги соединены вместе;
- Согнувшись — туловище согнуто в поясе, ноги прямые;
- В группировке — сведённые колени подтянуты к туловищу, руки обхватывают нижнюю часть ног.

Обороты и винты
- Полуоборот — прыжок с вращением тела вокруг поперечной оси на 180 градусов;
- Оборот — прыжок с вращением тела вокруг поперечной оси на 360 градусов, бывают также прыжки в 1,5, 2, 2,5, 3, 3,5 и 4,5 оборота;
- Полувинт — прыжок с вращением тела вокруг продольной оси на 180 градусов;
- Винт — прыжок с вращением тела вокруг продольной оси на 360 градусов, бывают также прыжки с 1,5, 2, 2,5 и 3 винтами.

Комбинирование различных элементов позволяет выполнить более 60 вариантов прыжка с трамплина и более 90 с вышки. Каждому из прыжков присвоен свой коэффициент сложности, лежащий в диапазоне от 1,2 до 4,1.
Стойка на руках выполняется как правило на краю вышки. Выход в стойку может осуществляться одним из 5 способов : группировка, гимнастический спичаг (жим -ноги разведены), жим ноги вместе выпрямлены, рондат, махом одной ногой и толчком другой. 

## Соревнования
Соревнования по прыжкам в воду проводятся Международной любительской федерацией плавания (FINA). Прыжки в воду входят в программу чемпионатов мира по водным видам спорта.
В программу Олимпийских игр прыжки в воду включены впервые на третьих Олимпийских играх (1904 года) и с тех пор бессменно присутствуют на Олимпиадах.
Синхронные прыжки появились в программе Игр в Сиднее в 2000 году.
В настоящее время олимпийская программа включает в себя 8 комплектов медалей, по 4 комплекта разыгрываются у мужчин и у женщин в прыжках с 3-метрового трамплина (одиночные и синхронные) и 10-метровой вышки (одиночные и синхронные).
Программа чемпионатов мира и Европы состоит из 10 соревнований, дополнительно включает в себя индивидуальные прыжки с метрового трамплина. Кроме того, на чемпионатах мира в 2013 году появились соревнования по хай-дайвингу.
Крупные соревнования, включая олимпиады и чемпионаты мира, проводятся в три этапа. После первого, квалификации определяются 18 лучших участников, которые в полуфинальной серии прыжков выявляют 12 финалистов. Оценки, полученные в финале, ранее суммировались с оценками полуфинала, однако с 2007 года новые правила FINA предписывают начинать финал «с нуля». На каждом этапе спортсмены выполняют по очереди для женщин — 5, для мужчин — 6 прыжков. Перед началом каждого этапа спортсмены заявляют программу прыжков, а судьи утверждают коэффициент сложности для каждого прыжка. По ходу соревнования заменять один прыжок другим или менять порядок их выполнения не разрешается.

## Оценки

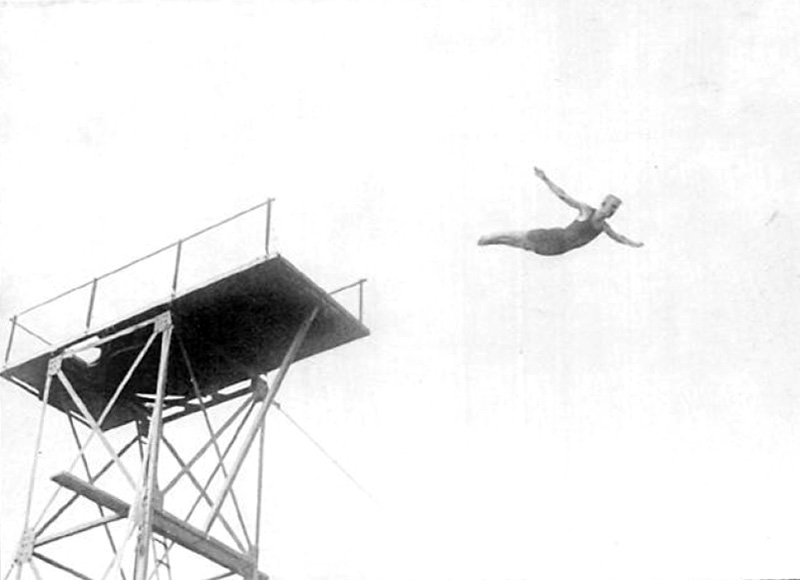
Шведский спортсмен Арвид Спангберг, выполняющий прыжок с вышки на IV Олимпийских играх

В индивидуальных соревнованиях оценка каждого прыжка производится по открытой системе семью судьями. Каждый из них выставляет оценки от 0 до 10, после чего две лучшие и две худшие оценки отбрасываются, а три оставшиеся умножаются на коэффициент сложности прыжка и на 0.6.
Синхронные прыжки оценивает коллегия из 9 арбитров, по двое судей оценивают технику исполнения прыжка каждым спортсменом, а ещё пять оценивают только синхронность. После чего худшая и лучшая оценки отбрасываются, а сумма остальных умножается на коэффициент сложности и на 0.6.
При оценке техники прыжка судьи обращают внимание на качество разбега или исходной позиции (разбег должен быть выполнен по прямой линии и включать в себя минимум 4 шага, стойка должна быть чётко зафиксирована), отталкивание, исполнение элементов во время полёта, вход в воду (должен быть максимально вертикальным и с минимальным количеством брызг).

## Известные прыгуны
- Клаус Дибиаси — 3-кратный олимпийский чемпион.
- Дейли, Том — олимпийский чемпион, трёхкратный бронзовый призёр Олимпийских игр, трёхкратный чемпион мира, пятикратный чемпион Европы, четырёхкратный чемпион Игр Содружества.
- Го Цзинцзин — 4-кратная олимпийская чемпионка, многократная чемпионка мира.
- Елена Вайцеховская — единственная спортсменка в истории СССР, победившая в прыжках с 10-метровой вышки на Олимпийских играх.
- Грег Луганис — 4-кратный олимпийский чемпион (единственный в прыжках в воду среди мужчин), 5-кратный чемпион мира, 6-кратный чемпион Панамериканских игр, 47-кратный чемпион США.
- Дмитрий Саутин — 2-кратный олимпийский чемпион, единственный в истории обладатель 8 олимпийских наград в прыжках в воду.
- У Минься — 5-кратная олимпийская чемпионка.
- Фу Минся — 4-кратная олимпийская чемпионка.
- Чэнь Жолинь — 5-кратная олимпийская чемпионка.

## Хай-дайвинг
Хай-дайвинг (high diving) — прыжки в воду с экстремальных высот. Предшественником и разновидностью хай-дайвинга является клифф-дайвинг (cliff diving), прыжки с естественных вышек (скал). Мировая федерация хай-дайвинга была учреждена в 1996 году. Её штаб-квартира находится в швейцарском Авеньо.
Прыжки в воду со скал являются достаточно популярным развлечением на многих морских курортах, но привлекающих СМИ соревнований по клифф-дайвингу долгое время не существовало. В 2009 году компания Red Bull GmbH, известный спонсор различных экстремальных соревнований, организовала Мировую серию клифф-дайвинга. Сезон Мировой серии состоит из 8 этапов, на каждом из которых спортсмены совершают серию прыжков с высоты около 27 метров. Первый чемпионат мира по хай-дайвингу состоялся в 2013 году в рамках чемпионата мира по водным видам спорта. Мужчины выполняли серию из 5 прыжков с высоты 27 метров, женщины — 3 прыжков с 20 метров.

## Галерея

Пиктограмма прыжков в воду
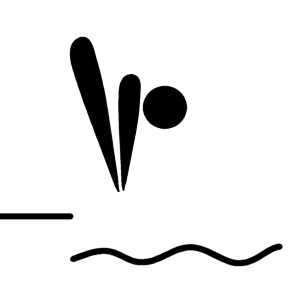
Пиктограмма прыжков в воду в олимпийской программе
Пиктограмма Хай-дайвинга
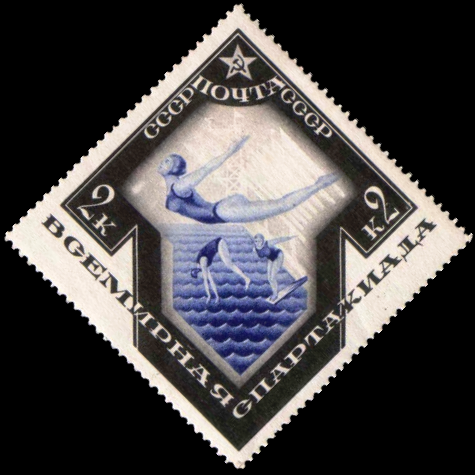
Почтовая марка, 1935 год. Серия «Спорт в СССР. Спартакиада»: Прыжки в воду
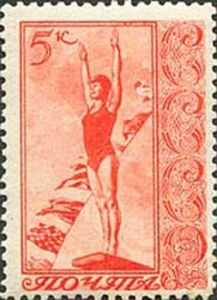
Почтовая марка СССР, 1938 год
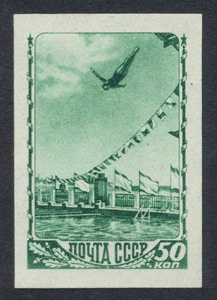
Почтовая марка СССР, 1948 год
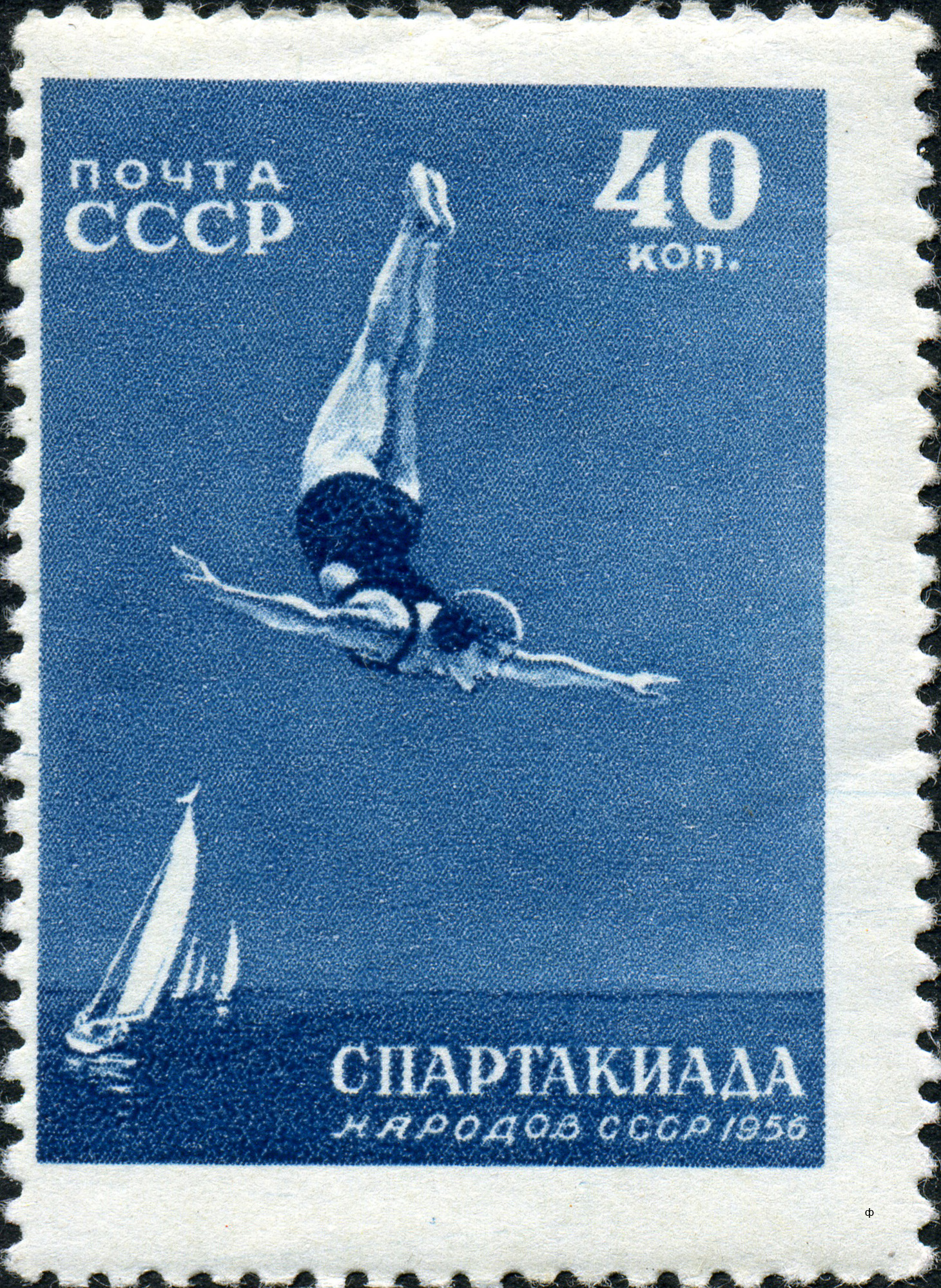
Почтовая марка, 1956 год
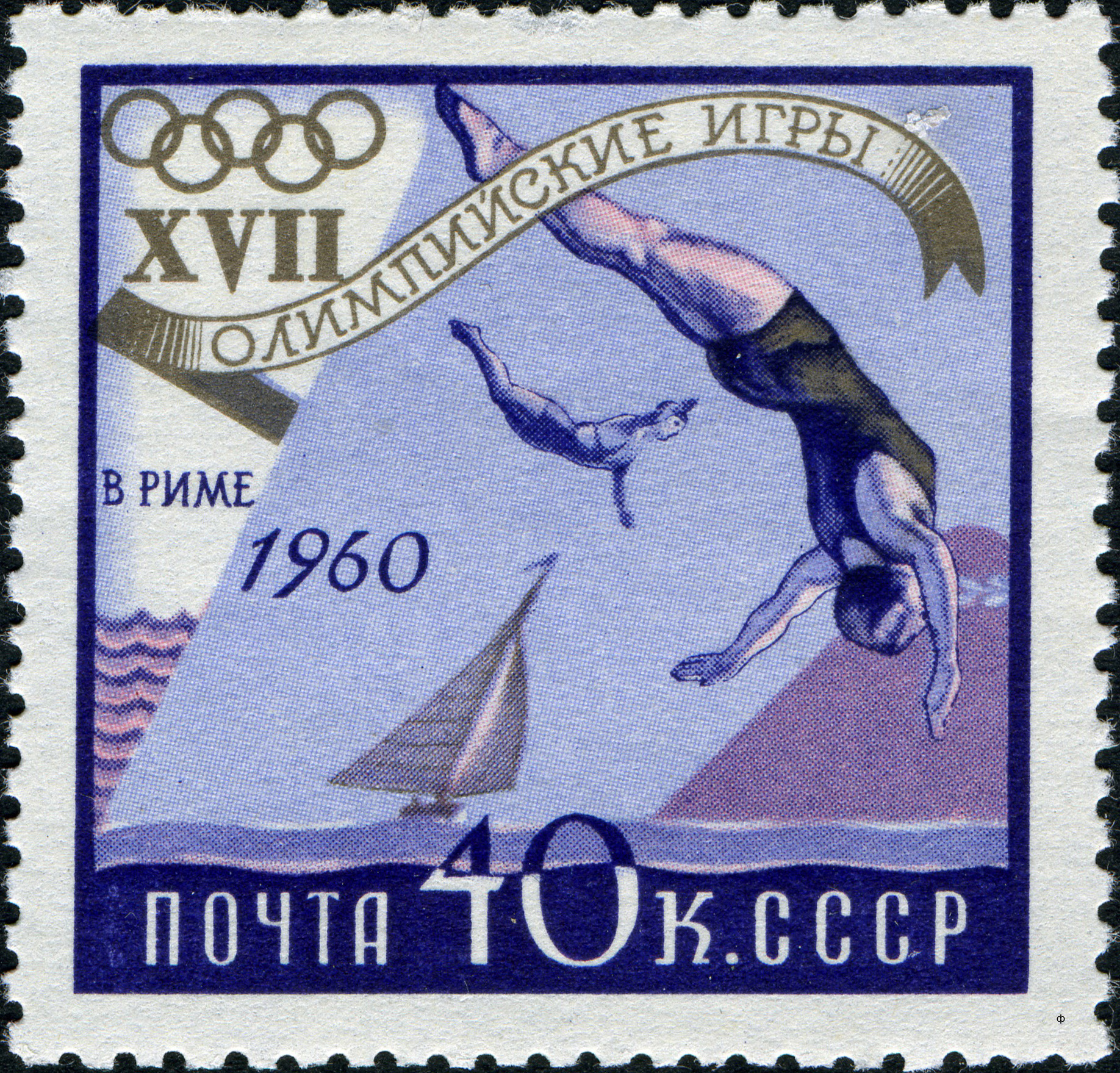
Почтовая марка, 1960 год
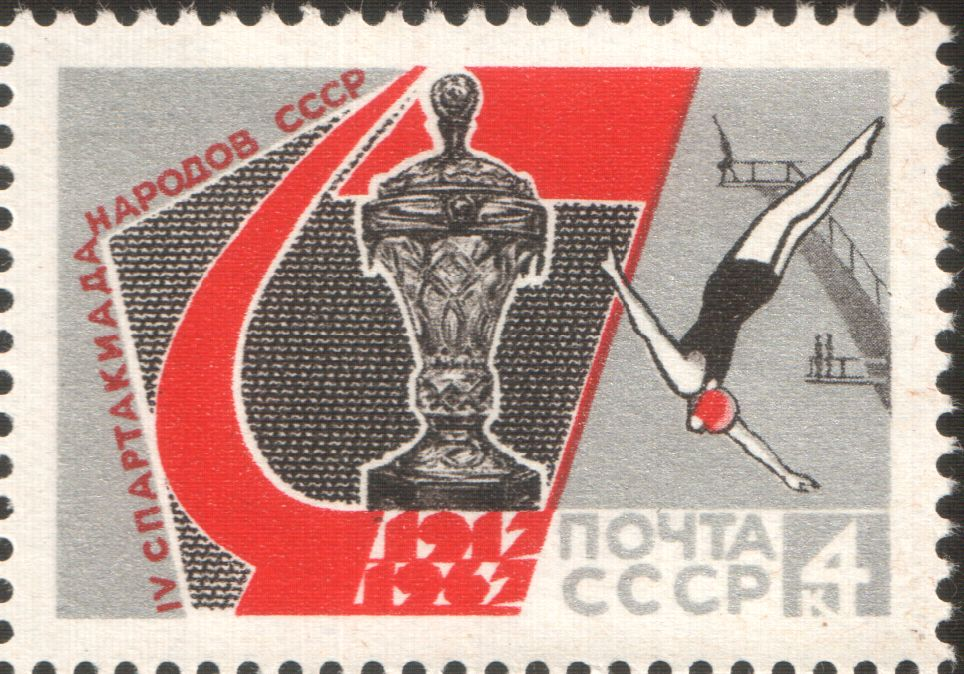
Почтовая марка, 1967 год
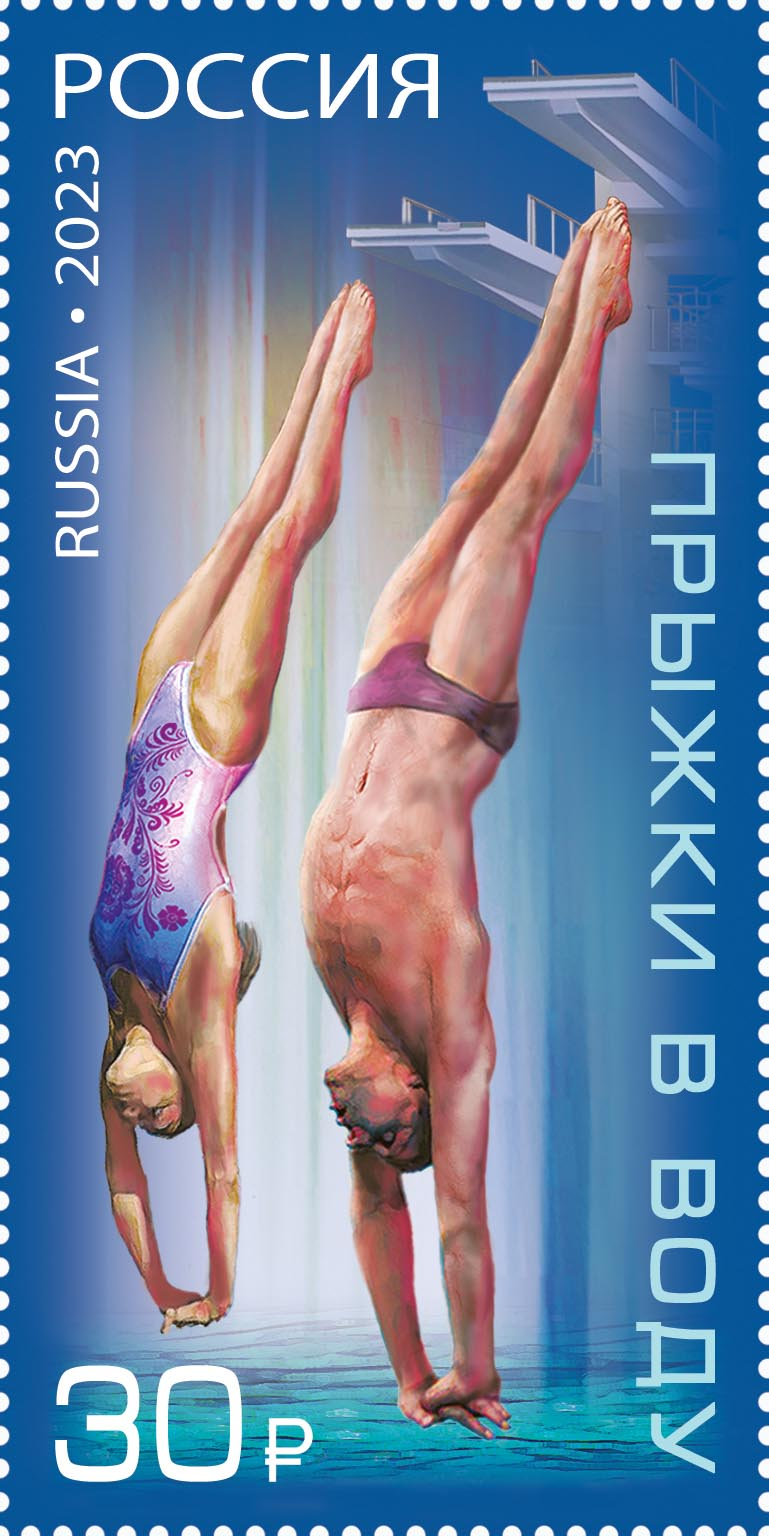
Почтовая марка, 2023 год. Серия «Виды спорта». Прыжки в воду